# Casa de Cultura Roberto Carlos
A Casa de Cultura Roberto Carlos é localizada em Cachoeiro do Itapemirim, município no interior do Espírito Santo. Trata-se da casa onde nasceu e viveu até os treze anos de idade o cantor Roberto Carlos, junto com os pais e os irmãos.
A casa foi adquirida pela prefeitura municipal, que a restaurou para valorizar sua arquitetura original. A obra de revitalização custou cerca de oitocentos mil reais para os cofres públicos.
A estrutura possui fotos, discos, quadros, instrumentos musicais que contam a história de Roberto Carlos.
A Casa de Cultura Roberto Carlos recebe milhares de fãs, curiosos e admiradores do cantor cachoeirense e é um dos destaques do turismo na cidade e na região.
O museu também conta em seu pavimento superior com o Cantinho do Artesão, sede da Associação dos Artesãos de Cachoeiro de Itapemirim e oferece diversos produtos artesanais em pedra, contas, madeira, tecido, além de doces, pães caseiros e compotas. Tanto a Casa quanto o Cantinho do Artesão funcionam na parte da tarde.

## História
A Casa de Cultura Roberto Carlos é situada na Rua João de Deus Madureira, no bairro Recanto em Cachoeiro do Itapemirim. Lá é possível encontrar artefatos que lembram a infância do cantor. incluindo, sua certidão de nascimento encontra-se pendurada em uma das paredes e pode ser vista pelo público.
Além de ser a casa onde Roberto Carlos passou sua infância, também foi lá com o auxílio de uma parteira que o cantor nasceu no quarto de seus pais. A casa possui mais dois quartos, um era dividido entre Roberto e sua irmã, e o outro era ocupado pelos seus outros dois irmãos.[carece de fontes?]
O visitante entra em contato com o piano que Roberto fazia aulas quando criança e o aparelho da Rádio Cachoeiro, onde o músico cantou pela primeira vez em um programa infantil quando tinha apenas nove anos.
No ano 2009, o cantor visitou a casa durante uma turnê que celebrou os seus 50 anos de carreira. Na ocasião, Roberto Carlos disse que pretende ampliar o acervo da casa e colocar objetos que marcaram a história da jovem guarda também.

## Corredor Cultural Roberto Carlos
Em 2013, foi inaugurado o corredor cultural Roberto Carlos a inauguração ocorreu no dia do aniversário de 71 anos do cantor. O local servirá como um espaço de divulgação de cantores locais.
A construção do corredor cultural Roberto Carlos foi feita pela prefeitura com base na emenda do ex-deputado federal Jurandy Loureiro (PSC). O custos do projeto foram pagos em uma parceria da prefeitura com o deputado federal Camilo Cola (MDB). O município forneceu R$ 67.519,57, enquanto que o deputado pagou R$ 734.925,31.
A obra consistiu na revitalização da ladeira onde Roberto gostava de brincar de carrinho de rolimã em frente a sua casa. As calçadas foram reformadas e ganharam granito de tom avermelhado, que é um dos principais produtos da região.

## Estátua de Roberto Carlos
Em 2015, a praça Pedro Cuevas Júnior, que faz parte do Corredor Cultural Roberto Carlos, recebeu uma estátua da artista plástica Angela Borelli. O monumento possui 1,72 metros de altura e retrata o cantor Roberto Carlos. A artista levou 1.118 dias para fazer a obra de mármore branco. Os gastos com o monumento foram custeados por Angela Borelli, que desembolsou seis mil reais.

## Semana Cultural do rei
Todos os anos a cidade de Cachoeiro comemora o aniversário de Roberto Carlos, no dia 19 de abril, com uma ampla programação artística. Os eventos acontecem em espaços públicos movimentados do centro, principalmente, no Corredor Cultural Roberto Carlos e na praça Cuevas Júnior. As atrações divulgam principalmente artistas locais e incluem shows, saraus e apresentações de dança.

## Roubo
No dia 24 de agosto de 2013, a Casa de Cultura Roberto Carlos foi invadida durante a madrugada. Na ação, foram levados um disco de vinil e um aparelho de som, que estava localizado na sala do museu. A Secretaria de Cultura de Cachoeiro alegou que o ocorrido se deu pela falta de proteção, uma vez que o vigia responsável pela segurança local não compareceu naquela data. Outros itens de valor, como imagens, quadros e instrumentos não sofreram danos.

## Tombamento
No ano de 2003, a casa passou pelo processo de tombamento junto a Secretaria Municipal de Cultura de Cachoeiro do Itapemirim (SEMCULT).
Em 2021, a coluna do jornalista Ancelmo Gois, do jornal O Globo, o prefeito Victor Coelho (PSB), anunciou uma ampliação na área da casa de Roberto Carlos, visando aumentar a infraestrutura da região e aumentando o turismo na região com uma obra de um milhão e setecentos mil reais que pretende estar pronta em 2022. O projeto visa comprar um galpão e terrenos vizinhos, e a partir disso, criar um centro de convivência com cafeteria, praça, área de oficinas e aulas de artes. Roberto Carlos se sensibilizou com a obra e prometeu fazer uma visita na inauguração do centro, ausência que o cantor já faz de mais de dez anos em sua cidade natal.